# Pistolet Arcus 94
Pistolet Arcus 94 – pistolet wprowadzony na rynek przez bułgarską firmę o tej samej nazwie w 1994 roku. Jeden z klonów powszechnie znanego Browninga HP 1935. W 1998 wprowadzono również model 98 DA – z mechanizmem spustowym typu Double Action i 15 nabojowym magazynkiem. Arcus 98 posiada również automatyczną blokadę iglicy. Wersja ta przyjęta została na wyposażenie bułgarskiej armii i policji.